# آکژایک (آتیرائو)
آکژایک (قزاقی: Ақжайық) یک منطقه مسکونی در قزاقستان است که در استان آتیرائو واقع شده است. آکژایک ۲۱۹۱ نفر جمعیت دارد.